# Frank Carlson
Frank Carlson (Contea di Cloud, 23 gennaio 1893 – Concordia, 30 maggio 1987) è stato un politico statunitense, senatore per lo stato del Kansas dal 1950 al 1969 e in precedenza governatore del Kansas dal 1947 al 1950 e membro della Camera dei Rappresentanti per lo stesso stato dal 1935 al 1947.

## Biografia
Nato in una famiglia di origini svedesi, si laureò all'Università statale del Kansas e successivamente prestò servizio come soldato nell'esercito durante la prima guerra mondiale. In seguito intraprese la carriera politica con il Partito Repubblicano, venendo eletto all'interno della Camera dei rappresentanti del Kansas nel 1928.
Nel 1934 si candidò alla Camera dei Rappresentanti nazionale e riuscì ad aggiudicarsi un seggio, che occupò fino al 1947, quando si insediò come governatore del Kansas dopo aver vinto le elezioni. Quando nel 1949 il senatore Clyde M. Reed morì mentre era in carica, Carlson ebbe il compito di nominare un suo successore temporaneo e scelse Harry Darby. Nel contempo vennero indette delle elezioni speciali alle quali lo stesso Carlson prese parte, vincendole. Nel novembre del 1950 tornò pertanto al Congresso nella sua camera più alta e vi rimase per altri diciannove anni, fin quando annunciò il proprio pensionamento.
Fu membro del consiglio direttivo di World Vision. Da legislatore, votò a favore del Civil Rights Act del 1957, di quello del 1964 e di quello del 1968, mentre si astenne in quello del 1960. Votò inoltre a favore del Voting Rights Act e per la conferma di Thurgood Marshall come giudice della Corte Suprema.
Frank Carlson morì nel 1987 all'età di novantaquattro anni.